# Andrei Arlovski
Andrei Arlovski (en biélorusse : Андрэй Арлоўскі ; en russe : Андре́й Вале́рьевич Орло́вский, Andreï Valerievitch Orlovski), né le 4 février 1979 à Bobrouïsk en RSS de Biélorussie, est un pratiquant biélorusse de MMA et ancien champion des poids lourds de l'Ultimate Fighting Championship.
Il est également acteur.

## Parcours en arts martiaux mixtes
Il commence sa carrière professionnelle en MMA en avril 1999, par une défaite, contre le russe Viatcheslav Datsik lors du M-1 MFC - World Championship 1999. Après trois victoires consécutives en 2000, il rejoint l'Ultimate Fighting Championship le 11 novembre 2000 et bat l'américain Aaron Brink par clé de bras lors de l'UFC 28. Ses deux combats suivants sont des défaites, contre Ricco Rodriguez par TKO lors de l'UFC 32 en 2001, et contre Pedro Rizzo par KO lors de l'UFC 36 en 2002.
Puis il enchaîne six victoires consécutives, entre 2002 et 2005, remportant d'abord le titre de champion poids lourds intérim de l'UFC lors de sa victoire contre Tim Sylvia à l'UFC 51 en février 2005, puis le titre incontesté des poids lourds UFC après sa victoire contre Paul Buentello lors de l'UFC 55 fin 2005. Suivent deux défaites consécutives, en avril et juillet 2006, contre Tim Sylvia qui lui ravit le titre de champion. Il gagne encore trois combats à l'UFC, contre Márcio Cruz, Fabricio Werdum et Jake O'Brien, puis quitte l'organisation de Dana White alors que son contrat doit être renégocié.
En juin 2008 il signe pour trois combat avec la nouvelle grande organisation américaine Affliction, et gagne son premier combat contre Ben Rothwell ancienne star de L'IFL en juillet. Puis il gagne contre Roy Nelson lors de l'EliteXC: Heat en octobre 2008.
En janvier 2009, il rencontre Fedor Emelianenko lors du second évènement d'Affliction, pour le titre nouvellement crée World Alliance of Mixed Martial Arts des poids lourds. Il perd au premier round par KO.
Le 6 juin 2009, Arlovski tente de retourner sur le chemin de la victoire en faisant face à Brett Rogers au Strikeforce. Bien qu'il soit grand favori, Arlovski subit une défaite par KO en 22 secondes.
Il fait ensuite une pause pour tourner le film Universal Soldier : Régénération.
Après une pause de presque un an, Arlovski revient à la compétition pour faire face à Antônio Silva le 15 mai 2010. Il perd le combat à la décision unanime.

### World Series of Fighting
Le 3 novembre 2012, Andrei Arlovski affronte Devin Cole, ancien combattant du Strikeforce, lors du premier événement tenu par l'organisation américaine Professional Fighters League. Lors de combat retransmis sur la chaine américaine NBC Sports,
le Biélorusse s'impose en boxe et envoie au tapis Cole avec un coup de poing du droit à la tempe. En suivant avec deux coups sur son adversaire au sol, il remporte la victoire par TKO dans la première reprise.

### Retour à l'UFC
Fin avril 2014, son retour dans la plus importante organisation mondiale est annoncé et un match face à Brendan Schaub est envisagé pour l'UFC 174 du 14 juin.
Les deux premiers rounds du combat se déroulent debout où l'un et l'autre des combattants cherchent à envoyer un puissant coup capable d’assommer l'adversaire. Mais le résultat, lent et peu concluant, ne passionne pas le public. Dans la troisième reprise, Schaub amène le Biélorusse au sol et envoie alors des coups de poing depuis sa garde. Arlovski parvient à revenir sur ses pieds et le match file à la limite de temps. Aux termes des trois rounds d'un match jugé bien trop décevant par le président de l'UFC
, les juges attribuent la victoire à Andrei Arlovski par décision partagée (28-29, 29-28, 29-28)
Arlovski fait ensuite la tête d'affiche de l'UFC Fight Night 51 au Brésil, le 13 septembre 2014 face au combattant local Antônio Silva.
Les deux hommes s'étaient déjà rencontrés au Strikeforce en mai 2010, et c'est alors Silva qui avaient remporté les débats par décision unanime.
Cependant cette fois-ci, et sans être favori, il réussit à mettre KO son adversaire dans le premier round en l’assommant d'un coup de poing du droit à la mâchoire puis en enchainant par quelques coups sur Silva dos au sol.
Cette victoire lui permet de décrocher un bonus de performance de la soirée.
Mi-décembre 2016, il est programmé pour affronter le combattant français Francis Ngannou lors de l'UFC on Fox 23 du 28 janvier 2017.

## Palmarès en arts martiaux mixtes
| 43 combats     | 27 victoires | 15 défaites |
| Par KO         | 17           | 10          |
| Par soumission | 3            | 1           |
| Sur décision   | 7            | 4           |
| Sans décision  | 1            | 1           |

| Résultat      | Record    | Adversaire           | Méthode                                     | Événement                               | Date              | Round | Temps | Lieu                                    | Notes |
| ------------- | --------- | -------------------- | ------------------------------------------- | --------------------------------------- | ----------------- | ----- | ----- | --------------------------------------- | --- |
| Victoire      | 27-15     | Ben Rothwell         | Décision unanime                            | UFC Fight Night: Dos Anjos vs Edwards   | 20 juillet 2019   | 3     | 5:00  | San Antonio, Texas, États-Unis          | |
| Victoire      | 26-15     | Júnior Albini        | Décision unanime                            | UFC Fight Night: Poirier vs. Pettis     | 11 novembre 2017  | 3     | 5:00  | Norfolk, Virginie, États-Unis           | |
| Défaite       | 25-15     | Marcin Tybura        | Décision unanime                            | UFC Fight Night: Holm vs. Correia       | 17 juin 2017      | 3     | 5:00  | Kallang, Singapour                      | |
| Défaite       | 25-14 (1) | Francis Ngannou      | TKO (coups de poing)                        | UFC on Fox: Shevchenko vs. Peña         | 28 janvier 2017   | 1     | 1:32  | Denver, Colorado, États-Unis            | |
| Défaite       | 25-13 (1) | Josh Barnett         | Soumission (étranglement arrière)           | UFC Fight Night: Arlovski vs. Barnett   | 3 septembre 2016  | 3     | 2:53  | Hambourg, Allemagne                     | Combat de la soirée.                                                                                                |
| Défaite       | 25-12 (1) | Alistair Overeem     | TKO (front kick et coups de poing)          | UFC Fight Night: Overeem vs. Arlovski   | 8 mai 2016        | 2     | 1:12  | Rotterdam, Pays-Bas                     | |
| Défaite       | 25-11 (1) | Stipe Miocic         | TKO (coups de poing)                        | UFC 195: Lawler vs. Condit              | 2 janvier 2016    | 1     | 0:54  | Las Vegas, Nevada, États-Unis           | |
| Victoire      | 25-10 (1) | Frank Mir            | Décision unanime                            | UFC 191: Johnson vs. Dodson II          | 5 septembre 2015  | 3     | 5:00  | Las Vegas, Nevada, États-Unis           | |
| Victoire      | 24-10 (1) | Travis Browne        | TKO (coups de poing)                        | UFC 187: Johnson vs. Cormier            | 23 mai 2015       | 1     | 4:41  | Las Vegas, Nevada, États-Unis           | Combat de la soirée.                                                                                                |
| Victoire      | 23-10 (1) | Antônio Silva        | KO (coups de poing)                         | UFC Fight Night: Silva vs. Arlovski     | 13 septembre 2014 | 1     | 2:59  | Brasilia, Brésil                        | Performance de la soirée.                                                                                           |
| Victoire      | 22-10 (1) | Brendan Schaub       | Décision partagée                           | UFC 174: Johnson vs. Bagautinov         | 14 juin 2014      | 3     | 5:00  | Vancouver, Colombie-Britannique, Canada | |
| Victoire      | 21-10 (1) | Andreas Kraniotakes  | TKO (coups de poing)                        | Fight Nights: Battle in Minsk           | 29 novembre 2013  | 2     | 3:14  | Minsk, Biélorussie                      | |
| Victoire      | 20-10 (1) | Mike Kyle            | Décision unanime                            | WSOF 5: Arlovski vs. Kyle               | 14 septembre 2013 | 3     | 5:00  | Atlantic City, New Jersey, États-Unis   | |
| Défaite       | 19-10 (1) | Anthony Johnson      | Décision unanime                            | WSOF 2: Arlovski vs. Johnson            | 23 mars 2013      | 3     | 5:00  | Atlantic City, New Jersey, États-Unis   | |
| Victoire      | 19-9 (1)  | Mike Hayes           | Décision unanime                            | Fight Nights: Battle of Moscow 9        | 16 décembre 2012  | 3     | 5:00  | Moscou, Russie                          | |
| Victoire      | 18-9 (1)  | Devin Cole           | TKO (coups de poing)                        | WSOF 1: Arlovski vs. Cole               | 3 novembre 2012   | 1     | 2:37  | Las Vegas, Nevada, États-Unis           | |
| Sans décision | 17-9 (1)  | Tim Sylvia           | Sans décision (coups de pied non autorisés) | ONE FC: Pride of a Nation               | 31 août 2012      | 2     | 4:46  | Manille, Philippines                    | |
| Victoire      | 17-9      | Travis Fulton        | KO (coup de pied à la tête)                 | ProElite II: Big Guns                   | 5 novembre 2011   | 3     | 4:59  | Moline, Illinois, États-Unis            | |
| Victoire      | 16-9      | Ray Lopez            | TKO (coups de poing)                        | ProElite I: Arlovski vs. Lopez          | 27 août 2011      | 3     | 2:43  | Honolulu, Hawaï, États-Unis             | |
| Défaite       | 15-9      | Sergei Kharitonov    | KO (coups de poing)                         | Strikeforce: Fedor vs. Silva            | 12 février 2011   | 1     | 2:49  | East Rutherford, New Jersey, États-Unis | Quart de finale du Strikeforce Heavyweight Grand Prix.                                                              |
| Défaite       | 15-8      | Antônio Silva        | Décision unanime                            | Strikeforce: Heavy Artillery            | 15 mai 2010       | 3     | 5:00  | Saint-Louis, Missouri, États-Unis       | |
| Défaite       | 15-7      | Brett Rogers         | TKO (coups de poing)                        | Strikeforce: Lawler vs. Shields         | 6 juin 2009       | 1     | 0:22  | Saint-Louis, Missouri, États-Unis       | |
| Défaite       | 15-6      | Fedor Emelianenko    | KO (coup de poing)                          | Affliction: Day of Reckoning            | 24 janvier 2009   | 1     | 3:14  | Anaheim, Californie, États-Unis         | Pour le titre des poids lourds de la WAMMA.                                                                         |
| Victoire      | 15-5      | Roy Nelson           | KO (coup de poing)                          | EliteXC: Heat                           | 4 octobre 2008    | 2     | 3:14  | Sunrise, Floride, États-Unis            | |
| Victoire      | 14-5      | Ben Rothwell         | KO (coups de poing)                         | Affliction: Banned                      | 19 juillet 2008   | 3     | 1:13  | Anaheim, Californie, États-Unis         | |
| Victoire      | 13-5      | Jake O'Brien         | TKO (coups de poing)                        | UFC 82: Pride of a Champion             | 1er mars 2008     | 2     | 4:17  | Columbus, Ohio, États-Unis              | |
| Victoire      | 12-5      | Fabrício Werdum      | Décision unanime                            | UFC 70: Nations Collide                 | 21 avril 2007     | 3     | 5:00  | Manchester, Angleterre                  | |
| Victoire      | 11-5      | Márcio Cruz          | KO (coups de poing)                         | UFC 66: Liddell vs. Ortiz 2             | 30 décembre 2006  | 1     | 3:15  | Las Vegas, Nevada, États-Unis           | |
| Défaite       | 10-5      | Tim Sylvia           | Décision unanime                            | UFC 61: Bitter Rivals                   | 8 juillet 2006    | 5     | 5:00  | Las Vegas, Nevada, États-Unis           | Pour le titre des poids lourds de l'UFC.                                                                            |
| Défaite       | 10-4      | Tim Sylvia           | TKO (coups de poing)                        | UFC 59: Reality Check                   | 15 avril 2006     | 1     | 2:43  | Anaheim, Californie, États-Unis         | Perd le titre des poids lourds de l'UFC.                                                                            |
| Victoire      | 10-3      | Paul Buentello       | KO (coup de poing)                          | UFC 55: Fury                            | 7 octobre 2005    | 1     | 0:15  | Uncasville, Connecticut, États-Unis     | Défend le titre des poids lourds de l'UFC.                                                                          |
| Victoire      | 9-3       | Justin Eilers        | TKO (coups de poing)                        | UFC 53: Heavy Hitters                   | 4 juin 2005       | 1     | 4:10  | Atlantic City, New Jersey, États-Unis   | Défend le titre intérimaire des poids lourds de l'UFC. Ce titre est revalorisé en titre incontesté le 12 août 2005. |
| Victoire      | 8-3       | Tim Sylvia           | Soumission (achilles lock)                  | UFC 51: Super Saturday                  | 5 février 2005    | 1     | 0:47  | Las Vegas, Nevada, États-Unis           | Remporte le titre intérimaire des poids lourds de l'UFC.                                                            |
| Victoire      | 7-3       | Wesley Correira      | TKO (coups de poing)                        | UFC 47: Its On!                         | 2 avril 2004      | 2     | 1:15  | Las Vegas, Nevada, États-Unis           | |
| Victoire      | 6-3       | Vladimir Matyushenko | KO (coup de poing)                          | UFC 44: Undisputed                      | 26 septembre 2003 | 1     | 1:59  | Las Vegas, Nevada, États-Unis           | |
| Victoire      | 5-3       | Ian Freeman          | TKO (coups de poing)                        | UFC 40: Vendetta                        | 22 novembre 2002  | 1     | 1:25  | Las Vegas, Nevada, États-Unis           | |
| Défaite       | 4-3       | Pedro Rizzo          | KO (coups de poing)                         | UFC 36: Worlds Collide                  | 22 mars 2002      | 3     | 1:45  | Las Vegas, Nevada, États-Unis           | |
| Défaite       | 4-2       | Ricco Rodriguez      | TKO (coups de poing)                        | UFC 32: Showdown in the Meadowlands     | 29 juin 2001      | 3     | 1:23  | East Rutherford, New Jersey, États-Unis | |
| Victoire      | 4-1       | Aaron Brink          | Soumission (clé de bras)                    | UFC 28: High Stakes                     | 17 novembre 2000  | 1     | 0:55  | East Rutherford, New Jersey, États-Unis | |
| Victoire      | 3-1       | John Dixson          | KO (coups de poing)                         | Super Fight at International Tournament | 13 mai 2000       | NC    | NC    | Saint-Pétersbourg, Russie               | |
| Victoire      | 2-1       | Roman Zentsov        | TKO (coups de poing)                        | M-1 MFC: European Championship 2000     | 9 avril 2000      | 1     | 1:18  | Saint-Pétersbourg, Russie               | |
| Victoire      | 1-1       | Michael Tielrooy     | Soumission (étranglement en guillotine)     | M-1 MFC: European Championship 2000     | 9 avril 2000      | 1     | 1:25  | Saint-Pétersbourg, Russie               | |
| Défaite       | 0-1       | Viacheslav Datsik    | KO (coup de poing)                          | M-1 MFC: World Championship 1999        | 9 avril 1999      | 1     | 6:05  | Saint-Pétersbourg, Russie               | |

## Filmographie
- 2010 - Universal Soldier : Régénération
- 2012 - Universal Soldier: The New Dimension